# 立川がじら
立川 がじら（たてかわ がじら、1986年5月21日 - ）は、日本の落語家である。落語立川流所属の二つ目。

## 来歴
1986年5月21日、群馬県前橋市出身。前橋育英高校を経て、明治大学文学部ドイツ文学専攻を卒業する。学生時代には明治大学落語研究会に所属。高座名を「和泉家綺麗な琳太郎（いずみやきれいなりんたろう）」→「うつみ琴々（きんきん）」→「駿河炎誌（するがえんし）」と変更している。在学中の2009年、駿河炎誌として第6回全日本学生落語選手権「策伝大賞」審査員特別賞受賞。
2011年2月、立川志らくに入門。2016年12月、二つ目に昇進。第9回前橋若手落語家選手権準優勝。
2015年より、大谷皿屋敷主宰の劇団「地蔵中毒」に不定期で参加。
2018年春、群馬県出身の若手落語家４名にて同県の全35市町村で公演を催す趣旨の落語家ユニット「上州事変」を結成する。メンバーはがじらのほか、林家つる子・柳家小もん・三遊亭ぐんま。群馬県民の日である10月28日に群馬会館にて旗揚げ公演を実施した。
2019年5月、師匠の志らくが主宰する劇団の稽古に一門の弟子たちが一度も見学に来なかったことから「弟子が師匠に対して興味がないのなら弟子である必要はありません」との理由で、志らく門下の二つ目7人全員が前座に降格となった。ただし、いずれも期限を決めた上での前座再修行としている。その後、同年7月1日付で二つ目に復帰した。

## 出演
本項では、主に演劇作品への出演について記述する。

### 2015年
7月11日～12日 劇団「地蔵中毒」第二回公演 無教訓意味なし演劇vol.2「藻！藻！藻！極刑連発！沼裁判（仮）」改め「僕の街に巨大日本人形が建った日」あとりえ昼行燈

### 2017年
1月28日～29日 劇団「地蔵中毒」第五回公演 無教訓意味なし演劇vol.5「第一次『へその緒再生プロジェクト』」高田馬場プロトシアター
6月17日 ろく昼劇場 vol.3「舞台上のダルマが徐々に迫ってくるイベント」ろくでもない夜
7月22日～23日 劇団「地蔵中毒」第六回公演 無教訓意味なし短編集「継母特製！！ニュルニュル蓋なしタジン鍋」阿佐ヶ谷ひつじ座
8月23日～27日 Mrs.fictions 10周年記念公演「15 Minutes Made Anniversary」参加作品「想いをひとつに」吉祥寺シアター
11月25日～26日 劇団「地蔵中毒」無教訓意味なし演劇 番外編「ハムレット（ウエストポーチ着用Ver.）」東池袋サンライズホール
12月13日～17日 ドリル饅頭 第二回公演「乱離骨灰」シアター711

### 2018年
3月8日～11日　佐藤佐吉大演劇祭2018 in 北区参加作品 劇団「地蔵中毒」第七回公演 無教訓意味なし演劇vol.7「淫乱和尚の水色腹筋地獄」改め「西口直結！阿闍梨餅展示ブース」王子スタジオ1
6月11日～12日 東京にこにこちゃん「ヤンキー、海に帰る」花まる学習会王子小劇場
7月27日～28日 テアトロコントvol.28　劇団「地蔵中毒」短編 「南」＆「新宿」ユーロライブ
9月1日～2日 劇団「地蔵中毒」第八回公演 無教訓意味なし演劇vol.8「つちふまず返却観音」高田馬場ラビネスト

### 2019年
2月2日～3日 トリコロールケーキ×劇団「地蔵中毒」第九回公演 無教訓意味なし演劇vol.9「懺悔室、充実の４LDK」浅草九劇
3月29日～30日 テアトロコントvol.34　劇団「地蔵中毒」短編 「科学」＆「テレビ」ユーロライブ

### 2020年
8月28日～29日 テアトロコントvol.46
劇団「地蔵中毒」短編 「丘」「さくら」「定食屋」ユーロライブ

### 2024年
10月2日〜6日 東京にこにこちゃん「RTA・インマイ・ラヴァー」下北沢駅前劇場